# MSC Meraviglia (schip, 2017)
MSC Meraviglia is een cruiseschip van MSC dat werd gebouwd op de scheepswerf van Chantiers de l'Atlantique in Saint-Nazaire, Frankrijk. Er zijn 19 dekken. Het schip was in juni 2017 het op drie na grootste cruiseschip van de wereld, na de Oasis-klasse van Royal Caribbean International.

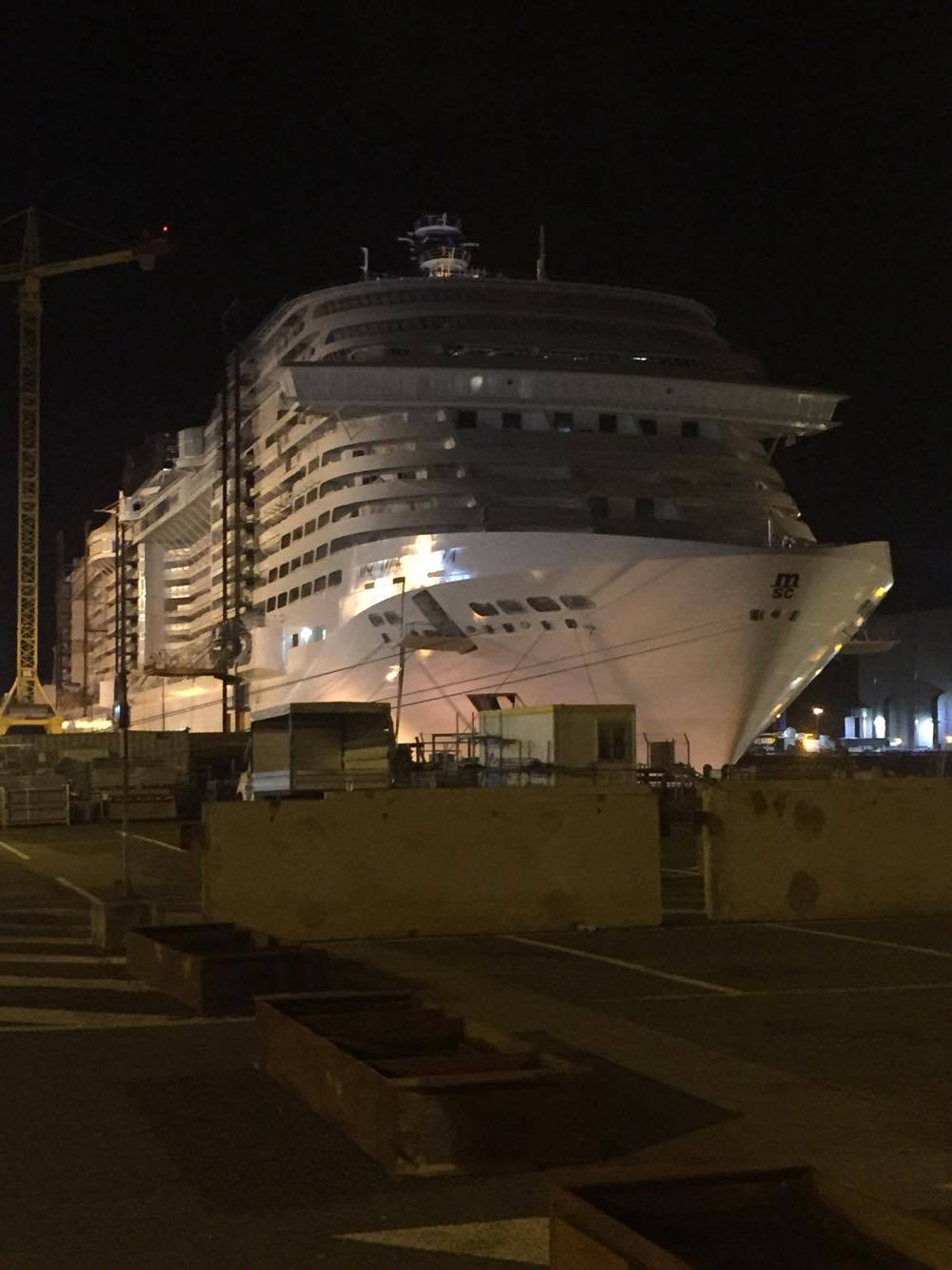
Meraviglia 's nachts bij Saint-Nazaire in oktober 2016